# 沃代松
沃代松（法語：Vaudesson）是法国上法兰西大区埃纳省的一个市镇，属于苏瓦松区和费尔昂塔德努瓦县。该市镇2009年时的人口为238人。

## 人口
沃代松人口变化图示
| 数据来源：INSEE |